# Andrena walleyi
Andrena walleyi là một loài Hymenoptera trong họ Andrenidae. Loài này được Cockerell mô tả khoa học năm 1932.